# Archibald Buttars
Archibald Buttars (* 21. November 1838 in Manchester, England; † 5. Juni 1926 in San Diego, Kalifornien) war ein US-amerikanischer Politiker. Zwischen 1885 und 1887 war er Vizegouverneur des Bundesstaates Michigan.

## Leben
Über Archibald Buttars gibt es kaum verwertbare Quellen. Er lebte zumindest zeitweise in Charlevoix. Dort erbaute er im Jahr 1869 ein Haus, das nach einem Umbau bis heute steht und derzeit Sitz eines Beerdigungsinstituts ist. Buttars gründete auch die Charlevoix County Bank. Politisch schloss er sich der Republikanischen Partei an. 1883 war er Mitglied und President Pro Tempore des Senats von Michigan.
1884 wurde Buttars an der Seite von Josiah Begole zum Vizegouverneur von Michigan gewählt. Dieses Amt bekleidete er zwischen 1885 und 1887. Dabei war er Stellvertreter des Gouverneurs und Vorsitzender des Staatssenats. Nach dem Ende seiner Zeit als Vizegouverneur verliert sich seine Spur.